# Mastixis fulvisigna
Mastixis fulvisigna är en fjärilsart som beskrevs av George Francis Hampson. Mastixis fulvisigna ingår i släktet Mastixis och familjen nattflyn. Inga underarter finns listade i Catalogue of Life.